# Monte Stanley
Il Monte Stanley (o Monte Ngaliema) è una montagna dell'Africa.

## Geografia
il monte appartiene alla Catena del Ruwenzori ed è la terza montagna più alta dell'Africa dopo il Kilimangiaro (5.895 metri) ed il monte Kenya (5.199 metri). Il suo punto culmine è la Cima Margherita che tocca i 5.109 m s.l.m.
Il monte è situato sulla frontiera tra l'Uganda e la Repubblica Democratica del Congo e costituisce la vetta più elevata di entrambi i paesi.

## Storia
La prima ascensione conosciuta alla Cima Margherita risale al 1906 da parte del duca degli Abruzzi. La Cima Margherita porta il nome in onore della regina italiana Margherita di Savoia.

## Nella cultura di massa
Il monte ha fatto da scenografia per la serie a puntate Kimba, il leone bianco sotto soprannome di "Montagna Maledetta". Infatti Kimba, secondo il film, morirà su questo monte